# Gustav Müller (Schauspieler, 1919)
Gustav Müller (* 9. August  1919 in Köln; † 11. Mai 1980 in Berlin) war ein  deutscher Schauspieler und Kabarettist.

## Leben
Gustav Müller wurde in Köln als Sohn eines Schauspielers und Regisseurs geboren. Hier besuchte er auch die Schule. Ab 1944 nahm er in Wien ein Schauspielstudium auf, welches er wegen seiner Einberufung zur Wehrmacht und der Kommandierung in ein „Fronttheater“ unterbrechen musste. Nach dem Zweiten Weltkrieg erhielt er zusätzlich eine Gesangsausbildung und trat in mehreren Operettentheatern auf, bevor er seine Liebe zum Kabarett entdeckte. In der untenstehenden Liste ist eine fast vollständige Aufzählung seiner Engagements enthalten. Gustav Müller gehörte 1953 zu den Mitbegründern des Berliner Kabaretts Die Distel, dem er bis 1978 angehörte. Große Popularität erlangte er ab 1953 auch durch die Rundfunksendung Da lacht der Bär, die von 1955 bis 1965 auch im Deutschen Fernsehfunk ausgestrahlt wurde.
Gustav Müller wurde auf dem Friedhof in Eichwalde bei Berlin beigesetzt.

## Spielstätten
- Rheinische Märchenbühne, Köln
- Stadttheater, Homberg
- Brennessel, Köln
- Barberina, München
- Ulenspiegel, Hannover
- Seidenfaden, Krefeld
- Widerspiegel, Tourkabarett
- Kabarett der Komiker, Berlin
- Schachbrettl, Berlin
- Kabarett Kleine Bühne (Betriebskabarett), Berlin
- Kabarett-Theater Distel, Berlin

## Filmografie
- 1955: Einmal ist keinmal
- 1957: Das Stacheltier: Fridericus Rex – Elfter Teil
- 1959: Ehesache Lorenz
- 1959: Reportage 57
- 1960: Ein ungewöhnlicher Tag
- 1960: Silvesterpunsch
- 1961: Das Stacheltier: Ein Pferd müßte man haben (Kurzfilm)
- 1962: Das verhexte Fischerdorf
- 1969: Seine Hoheit – Genosse Prinz

## Theater
- 1953: Hurra, Humor ist eingeplant – Regie: Joachim Gürtner (Kabarett-Theater Distel, Berlin)
- 1954: Mensch, fahr richtig! – Regie:Joachim Gürtner (Kabarett-Theater Distel, Berlin)
- 1954: Wegen Renovierung geöffnet – Regie: Robert Trösch (Kabarett-Theater Distel, Berlin)
- 1955: Keine Ferien für den lieben Spott – Regie: Heinrich Fratzer (Kabarett-Theater Distel, Berlin)
- 1955: Himmel, Marsch und Wolkenbruch – Regie: Wolfgang E. Struck (Kabarett-Theater Distel, Berlin)
- 1955: Wer einmal in den Fettnapf tritt – Regie: Ernst Kahler (Kabarett-Theater Distel, Berlin)
- 1956: Wem die Jacke passt… – Regie: Distel-Kollektiv (Kabarett-Theater Distel, Berlin)
- 1956: Oh, du geliebtes Trauerspiel – Regie: Ernst Kahler (Kabarett-Theater Distel, Berlin)
- 1957: Wenn die kleinen Kinder schlafen – Regie: Joachim Gürtner/Erich Brehm (Kabarett-Theater Distel, Berlin)
- 1957: Wohin rollst du, Erdäpfelchen – Regie: Wolfgang E. Struck (Kabarett-Theater Distel, Berlin)
- 1958: Liebe und Raketenbasen – Regie: Ernst Kahler/Robert Trösch (Kabarett-Theater Distel)
- 1958: Blick zurück nach vorn – Regie: Wolfgang E. Struck (Kabarett-Theater Distel, Berlin)
- 1958: Kein Platz für milde Satire – Regie: Otto Tausig (Kabarett-Theater Distel, Berlin)
- 1965: Bis hierher und so weiter – und noch ein Stück weiter – Regie: Erich Brehm (Kabarett-Theater Distel, Berlin)

## Hörspiele
- 1954: Alf Scorell/Kurt Zimmermann: Der Wundermann (Otto Schmitz) – Regie: Hans Busse (Hörspiel – Rundfunk der DDR)

## Auszeichnungen
- 1961: Kunstpreis der DDR
- 1961: Nationalpreis der DDR III. Klasse für Kunst und Literatur (im Kollektiv)
- 1974: 1. Preis des II. Interpretenwettbewerbs der DDR (im Kollektiv)